# Albert Rigolot

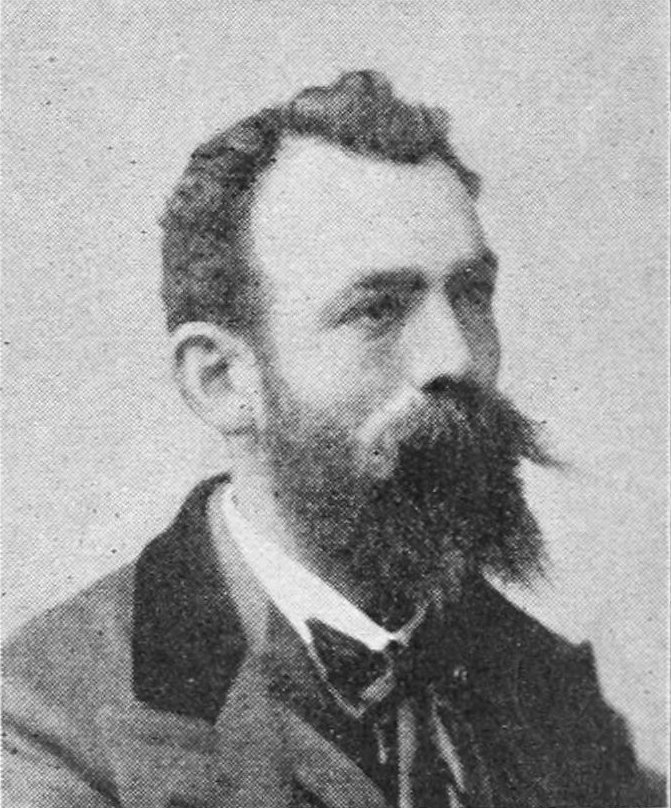
Albert Rigolot fotografiert von Pierre Petit

Albert Gabriel Rigolot (* 28. November 1862 in Paris; † 25. April 1932 ebenda) war ein französischer Maler in der Belle Époque.

## Leben
Seine künstlerische Ausbildung bekam Albert Rigolot in Paris im 16. Arrondissement bei Léon Germain Pelouse und Auguste Allongé. 1886 debütierte er in der Pariser Kunstausstellung Salon des artistes français.
1890 schickten die Mormonen aus Utah die Maler Lorus Pratt, John Fairbanks, Edwin Evans und Hans Hafen studienhalber nach Paris. Albert Rigolot unterwies die vier Herren an der Académie Julian im Fach Wandmalerei. Es ging darum, wie der Salt-Lake-Tempel zu restaurieren sei.
Später wurde der Landschaftsmaler Albert Rigolot durch die Schule von Barbizon beeinflusst. Nach seiner Algerienreise im Jahr 1896 malte er  morgenländisch und wurde Mitglied der Société des Peintres Orientalistes Français.
Im Jahr 1900 malte Albert Rigolot das Restaurant Le Train Bleu im Lyoner Bahnhof im Fin-de-Siècle-Stil aus.
Albert Rigolots Sohn Yves André Rigolot (1910–1996) malte unter dem Namen Yves Rouvre.

## Ehrungen
- 1900 Silbermedaille für Ausgestaltungen auf der Pariser Weltausstellung
- 1901 Chevalier der Ehrenlegion

## Werke (Auswahl)

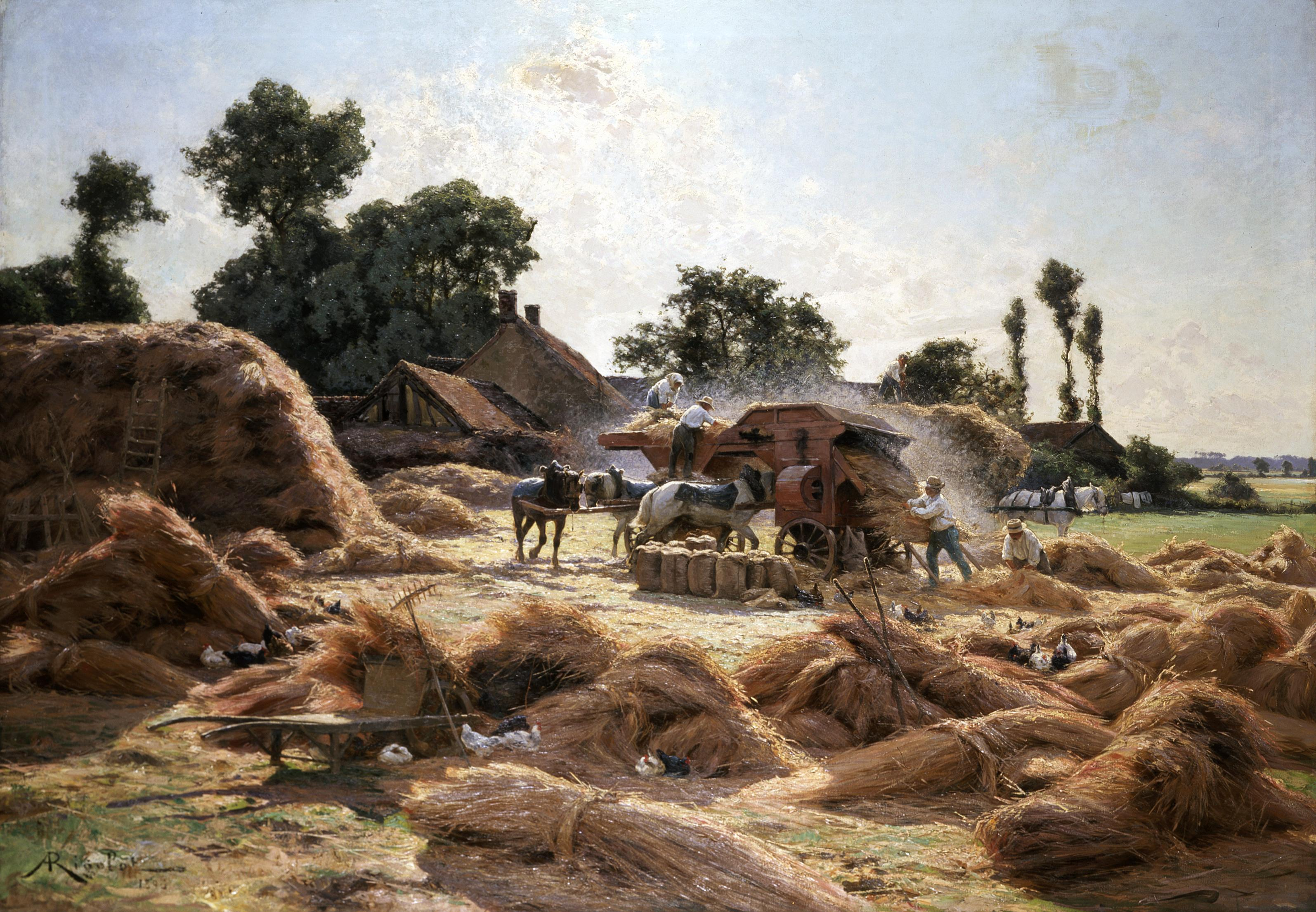
1893: Die Dreschmaschine, Öl auf Leinwand, Musée des Beaux-Arts de Rouen
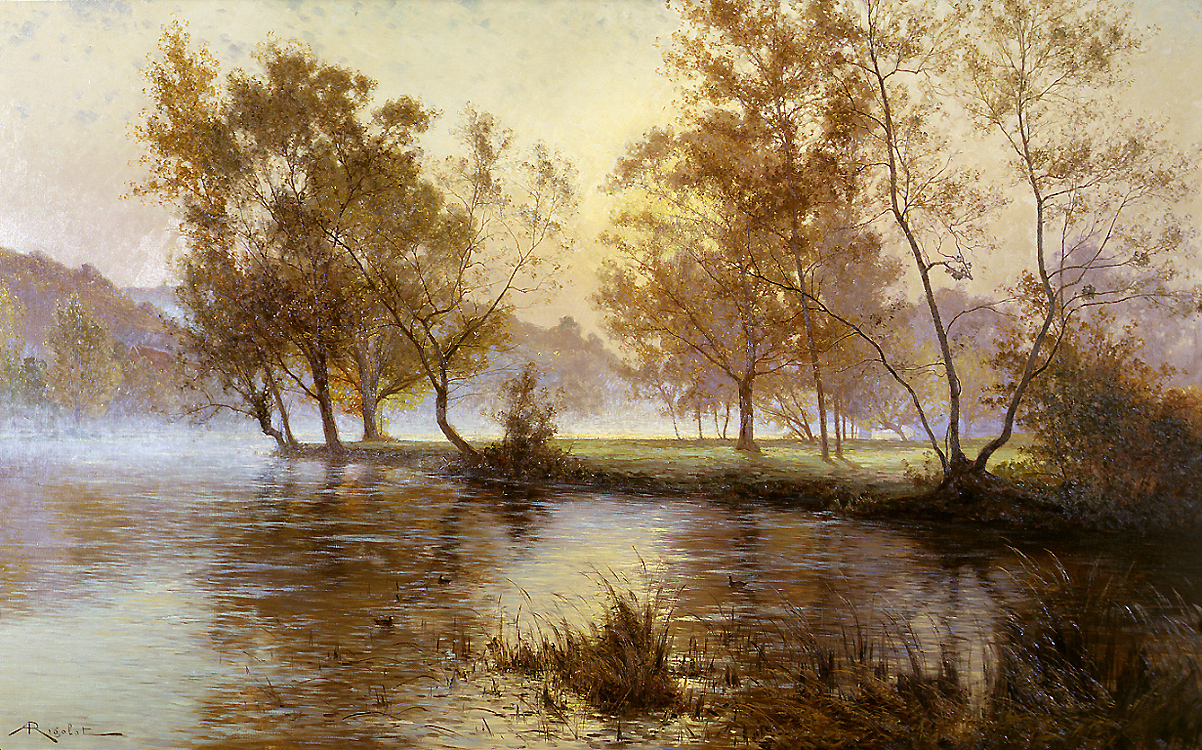
Sonnenaufgang im Nebel, Öl auf Leinwand, Rehs Galleries, New York City